# Ylimmäinen Kuikkalampi
Ylimmäinen Kuikkalampi Väärä Kuikkalampi, Kolmas Kuikkalampi och Neljäs Kuikkalampi, eller Kuikkalammit är sjöar i Finland. De ligger i kommunen Kuusamo i landskapet Norra Österbotten, i den nordöstra delen av landet, 700 km norr om huvudstaden Helsingfors. Ylimmäinen Kuikkalampi ligger 260 meter över havet. Arean är 17,9 hektar och strandlinjen är 2,04 kilometer lång. Sjön  ingår i Kems huvudavrinningsområde. 